# Michael Parkinson
Pour les articles homonymes, voir Parkinson.
Ne doit pas être confondu avec joueur de volley-ball Michaël Parkinson.
Michael Parkinson est un animateur de télévision et de radio, journaliste et écrivain britannique né le 28 mars 1935 à Cudworth (en) et mort le 16 août 2023 à Bray (Berkshire),.

## Biographie
Michael Parkinson est principalement connu au Royaume-Uni pour avoir animé à la télévision son talk show intitulé Parkinson (en), de 1971 à 1982, puis de 1998 à 2007, sur les chaînes BBC One et ITV. Au cours de cette émission, il a interviewé des milliers de personnalités du monde des arts et du spectacle, de la politique et du sport comme Mohamed Ali, Fred Astaire, Tony Blair, David Bowie, Bette Davis, Céline Dion, Clint Eastwood, Gene Kelly, Madonna, Paul McCartney, Luciano Pavarotti, John Wayne ou encore Orson Welles,.
Il a également animé de 1985 à 1988 l'émission Desert Island Discs (en) sur BBC Radio 4 et a écrit une série de livres pour enfants dans les années 1980 intitulée The Woofits (en),. Spécialiste du cricket et du football, il a notamment écrit des articles sportifs dans les colonnes du Daily Telegraph,. En 2008, il a publié son autobiographie sous le titre Parky: My Autobiography.
Il est fait commandeur de l'ordre de l'Empire britannique en 2000 et chevalier en 2008,. Par ailleurs, son talk show a été classé à la 8e place des meilleurs programmes télévisés britanniques par le British Film Institute en 2000.